# 마이 선
마이 선(My Son)은 프랑스에서 제작된 크리스찬 카리온 감독의 2021년 스릴러, 미스터리, 드라마 영화이다. 제임스 맥어보이 등이 주연으로 출연하였다.
피콕 서비스를 통해 2021년 9월 15일, 더 로쿠 채널을 통해 2021년 12월 15일 개봉하였다.

## 출연
- 제임스 맥어보이 : 에드몬드 머레이 역
- 클레어 포이 : 조앤 리치몬드 역
- 톰 컬렌 : 프랭크 역
- 게리 루이스 (배우) : 로이 조사관 역
- 마이클 몰랜드 : 윌리엄 오코너 역
- 맥스 윌슨 : 이든 머레이 역

## 기타
- 이 작품을 연출한 크리스찬 카리온의 2017년 영화 '몽 가르송'이 원작이고, 이 작품은 리메이크 작이다. 몽 가르송은 마이 선과 같은 뜻이다. 원작이 프랑스 배경의 프랑스어 영화였다면, 이 작품은 스코틀랜드 배경의 영어 영화로 바뀌었다.